# Internet Explorer 8
Windows Internet Explorer 8 (afgekort IE8) is een versie van de webbrowser Windows Internet Explorer, ontwikkeld door Microsoft. Het is de opvolger van IE7, uit 2006. IE8 is de standaardbrowser op Windows 7 en Windows Server 2008 R2. Op 19 maart 2009 kwam de officiële versie voor Windows XP, Windows Server 2003, Windows Vista en Windows Server 2008. Deze werd later vertaald naar het Nederlands.
Volgens Microsoft waren de veiligheid, gebruikersvriendelijkheid, en verbetering in RSS, CSS en de ondersteuning van AJAX de belangrijkste aandachtspunten voor de ontwikkeling van IE8.

## Geschiedenis
IE8 werd ontwikkeld sinds ten minste maart 2006. In februari 2008 kwam de eerste bèta van IE8 uit en op 5 maart 2008, werd deze uitgebracht voor het grote publiek, ook al was het toch bedoeld voor webontwikkelaars. De release ging samen met de Windows Internet Explorer 8 Readiness Toolkit, voor ontwikkelaars, waarmee ze allerlei nieuwe mogelijkheden kregen. Het Microsoft Developer Network (MSDN) voegde nieuwe secties toe voor de technologie achter IE8. De pers legde de focus op een controverse over Version Targeting en de twee nieuwe mogelijkheden WebSlice en Activities. De Readiness Toolkit werd gepromoot als iets "waarmee ontwikkelaars Internet Explorer 8 konden laten 'oplichten'."
Op 27 augustus 2008 kwam de tweede bèta officieel uit. Nieuw waren onder andere de InPrivate-modus om anoniem te surfen, verbeterde standaardinstellingen en verbeterde compatibiliteit in vergelijking met IE7. Er waren nog een hoop andere verbeteringen, maar de focus lag echt op de InPrivate-modus.
De uiteindelijke versie voor Windows XP/Vista/Server 2008 werd op 19 maart 2009 in het Engels uitgebracht.

## Functies
De eerste bètaversie van IE8, die werd gedemonstreerd op de MIX08-conferentie, had vele nieuwe functies, waaronder "WebSlices" en "Activities". In de tweede bètaversie veranderde de naam "Activities" in de naam "Accelerators".
In Internet Explorer 8 werd het phishingfilter uit de vorige versie vervangen door het SmartScreen-filter om niet alleen tegen phishing maar ook tegen malware te helpen beschermen.

## Uitgavegeschiedenis
| Versies      | Build           | Datum            | Vernieuwingen | Ondersteuning                          |
| ------------ | --------------- | ---------------- | --- | -------------------------------------- |
| 8.0 bèta 1   | 8.0.6001.17184  | 5 maart 2008     | CSS 2.1. Accelerators. Web Slices. Tabisolatie en DEP-bescherming standaard ingeschakeld. Automatisch crashherstel. Verbeterde phishing- en malwarebescherming (SmartScreen-filter). Gebruik 6 HTTP-server voor verbeterde webervaring. |                                        |
| 8.0 bèta 2   | 8.0.6001.18241  | 27 augustus 2008 | CSS 2.1-bugfixes. InPrivate-browsing. Slimme adresbalk. Zoeksuggesties. Tabs kleuren naar groep. |                                        |
| 8.0 Pre-RC 1 | 8.0.6001.18343  | 11 december 2008 | CSS-bugfixes. Verbeterd ontwikkelaarshulpprogramma. Aanpassingen in compatibiliteitsmodus. Verbeterd favorietenbeheer en andere aanpassingen aan de UI.                                                                                 |                                        |
| 8.0 RC1      | 8.0.6001.18372  | 26 januari 2009  | CSS-bugfixes. Kleine aanpassingen in favorietenbeheer en zoekbalk. |                                        |
| 8.0          | 8.00.7600.16385 | 19 maart 2009    | | Windows XP, Windows Vista en Windows 7 |